# المدرسة الظاهرية البرانية
المدرسة الظاهرية البرانية من الأماكن والمدارس الأثرية التاريخية في مدينة حلب.

## التأسيس
بنيت عام (1217م) جنوب باب المقام، من قبل السلطان الظاهر غازي وتم إنجازها عام (1219م) أي بعد ثلاث سنوات من وفاته.
وتقع بين المدرسة الكاملية وجامع الفردوس وتبعد حوالي (500) متر إلى الجنوب من باب المقام, وهي المثال الأكثر غنى وجمالاً لفنِّ العمارة أيام الظاهر غازي، حيث والتي يعتبرها البعض أجمل مسجدٍ في حلب القديمة ومن ثم تمت إعادة بنائها في الفترة الأيوبية أيام الحاكم الناصر يوسف.
تمتاز المدرسة الظاهرية المخصصة للشافعية بزخرفة مدخلها الذي ينتهي في أعلاه بمقرنصات عريضة وجزء قبة يحيط بها إطار من الزخرفة ذات الخطوط المتداخلة الجميلة، ويتألف جناح القبلية من رواق ذو ثلاث قباب في وسطه محراب جميل فقد أحد عموديه
ويقوم وسط الجناح الشرقي للمدرسة إيوان عال وفي جنوب الجناح الشرقي تقوم غرفة بقبة أكبر من قباب القبلية ومجهزة بفتحة تهوية، أما الجناح الغربي فقسمه الجنوبي مؤلف من ثلاث غرف مقببة امتازت بمقرنصات زواياها، بينما قام في قسمه الشمالي طابقان توزعت في العلوي غرف طلاب العلم على طرفي الممر وسط الغرف، وقام في وسط باحة المدرسة حوض مربع بزوايا مفصصة بينما تمتاز أعمدة كل من الرواقين الشمالي والجنوبي بتيجان رومانية الطراز.

## في الوقت الحالي
تعرضت المدرسة إلى بعض التخريب إثر الأحداث الجارية في حلب.
وتم إعادة ترميمها وهي مدرسة لتحفيظ القرآن الكريم حاليا